# أندريا ليدز
أندريا ليدز (بالإنجليزية: Andrea Leeds)‏ هي ممثلة أمريكية، ولدت في 14 أغسطس 1914 في بوتي في الولايات المتحدة، وتوفيت في 21 مايو 1984 في بالم سبرينغس في الولايات المتحدة بسبب سرطان.

## أعمال

### أفلام
- الفتاة البوهيمية
- باب المسرح
- تعال وخذها

## ترشيحات
- جائزة الأوسكار لأفضل ممثلة مساعدة، عن عمل: باب المسرح (1937)

## وصلات خارجية
- أندريا ليدز على موقع IMDb (الإنجليزية)
- أندريا ليدز على موقع ألو سيني (الفرنسية)
- أندريا ليدز على موقع أول موفي (الإنجليزية)
- أندريا ليدز على موقع قاعدة بيانات الأفلام السويدية (السويدية)
- أندريا ليدز على موقع إن إن دي بي (الإنجليزية)
- أندريا ليدز على موقع قاعدة بيانات الفيلم (الإنجليزية)
- أندريا ليدز على موقع كينوبويسك (الروسية)